# Чон Гір Ок
Чон Гір Ок  (кор. 정 길옥, 15 вересня 1980) — південнокорейська фехтувальниця, олімпійська медалістка, чемпіонка світу в команді, чемпіонка Азійських ігор.

## Виступи на Олімпіадах
| Олімпіада   | Дисципліна       | Місце |
| ----------- | ---------------- | ----- |
| Пекін 2008  | рапіра, особисті | 24    |
| Лондон 2012 | рапіра, особисті | =9    |
| Лондон 2012 | рапіра, командні | 3     |